# S.T.A.L.K.E.R. Mobile
S.T.A.L.K.E.R. Mobile — игра для мобильных устройств на платформе Java ME в жанре рельсового шутера от первого лица с элементами RPG, разработана украинской студией Qplaze при поддержке GSC Game World и издана NOMOC Publishing. Игра вышла 5 декабря 2007 года и полностью базируется на основной игре «S.T.A.L.K.E.R.: Тень Чернобыля», фактически являясь мини-дополнением к ней.

## Игровой процесс
Жанр игры производителем определяется как «трёхмерный шутер», но фактически это рельсовый шутер от первого лица с элементами RPG: подразумевается, наряду с элементами обычного шутера, наличие постоянно враждебной по отношению к игроку окружающей среды, что, соответственно, должно существенно усложнять условия выживания. Кроме того, для достижения финала игрок должен выполнять различные миссии, хотя это предоставляет ему определённую свободу выбора.

## Сюжет

### Предыстория
Действия игры разворачиваются в 2008 году, спустя два года после «второго взрыва» на Чернобыльской АЭС, а это означает, что хронологически S.T.A.L.K.E.R. Mobile является приквелом к игре «S.T.A.L.K.E.R.: Чистое небо». Главным героем игры, так же как и в «S.T.A.L.K.E.R.: Тень Чернобыля», является Стрелок, который в то время был ещё военным. Сюжет рассказывает о становлении его как «сталкера» и знакомстве с Призраком, ключевым персонажем «Тени Чернобыля».

#### Пролог
Группа военных, включая главного героя Стрелка и командира отряда по прозвищу Кэп, получают секретное задание и отправляются в Зону. Однако во время перелёта их вертолёт попадает под выброс в результате чего, не добравшись до цели, они терпят крушение на Кордоне в районе АТП и железнодорожной насыпи.

### Действие игры

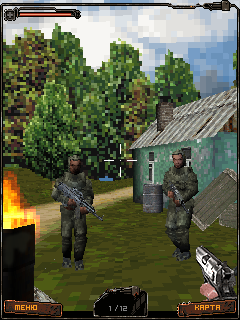
Главный герой Стрелок в лагере сталкеров-одиночек

Очнувшись, чудом оставшийся в живых Стрелок, находит мёртвым весь экипаж, но Кэпа на месте падения вертолёта не оказалось, что даёт основания полагать, что он тоже выжил. Собрав уцелевшие припасы и снаряжение, Стрелок отправляется в ближайший лагерь сталкеров-одиночек. Для связи с командиром Стрелок просит у сталкеров рацию, но взамен ему приходится разобраться с бандитами на АТП и лесной дороге. Получив рацию и настроившись на нужную частоту, Стрелок связывается с главным командованием. В штабе ему сообщили, что Кэп выходил на связь, но перестал отвечать и предположительно попал в плен к бандитам. Командование передает координаты последнего известного местоположения командира и приказывает его найти. Добравшись до базы бандитов, Стрелок с боем обыскивает все комнаты. Последний бандит бросает оружие и рассказывает, что последний раз Кэпа видели на Свалке в лагере сталкеров в железнодорожном депо.
Просто так говорить информацию о местонахождении Кэпа сталкеры на Свалке отказываются и просят сперва найти для них артефакт. После того, как Стрелок выполняет поручение, они сообщают главному герою, что Кэп направился в подземелья НИИ «Агропрома», в которые можно попасть через железнодорожный тоннель. Пройдя через сложную систему подземных ходов, минуя аномалии, Стрелку удаётся найти раненого командира. Последним словом Кэпа был приказ о ликвидации учёного Маниковского, который обладает секретной информацией о Зоне. Маниковский попал в плен к наёмникам в одном из корпусов НИИ, но Стрелку удаётся его освободить. Учёный рассказывает Стрелку, что скоро вся планета может быть под угрозой превращения в одну большую Зону, если не будут приняты соответствующие меры. Стрелок позволяет Маниковскому продолжить расследование, а сам по его просьбе отправляется на поиски ассистента, учёного Кайзановского в промышленном городке Росток (Бар).
Кайзановский встречает Стрелка с недоверием, но узнав, что Стрелок спас Маниковского из плена наёмников, просит его найти вторую группу учёных на Янтаре, которым тоже угрожает опасность. Когда Стрелок добрался до Янтаря, наёмники уже перебили всех экологов, но учёного по имени Кобольд удаётся спасти. Вместе с Кобольдом Стрелок возвращается в Росток и находит следы перестрелки. Разделившись, Стрелок и Кобольд начинают поиски выживших. В одной из комнат, Стрелок находит умирающего Кайзановского, который успевает сказать, что Зона растёт и просит передать флешку с исследованиями правильным людям.
На выходе из здания, Стрелка встречает Кобольд с группой наёмников, которые открывают огонь и забирают флешку. Стрелок снова чудом остаётся в живых. Раненого, его находит сталкер по имени Призрак, который помогает оправиться и предлагает покинуть Зону. Стрелок не верит в случайность выживания при падении на вертолёте и в перестрелке с наёмниками, считает что его спасла Зона, хотя Призрак настроен скептически и ссылается на плохую меткость. Стрелок решает остаться в Зоне и расследовать её загадки.

## Разработка

### История
В преддверии выхода «S.T.A.L.K.E.R.: Тень Чернобыля» в начале 2007 года, компанией GSC Game World и издателем THQ, в рекламных целях и для продвижения основной игры, было решено выпустить версию игры для мобильных телефонов на платформе Java ME. Поскольку у GSC не было мобильного движка и опыта разработки на данной платформе, они обратились к украинскому разработчику мобильных игр, студии Qplaze.
Эта игра стала хитом еще до своего релиза. И наш огромный опыт создания качественных мобильных игр является залогом того, что ее мобильная версия будет не менее ожидаемой и интересной. Естественно, учитывая специфику мобильной платформы, простым портированием дело не обойдется — мы создадим свой, уникальный мобильный продукт, полностью соответствующий сюжету и духу оригинала.Андрей Барановский, глава Qplaze, 19 марта 2007 года
Официальный анонс мобильной версии S.T.A.L.K.E.R.: Shadow of Chernobyl, состоялся 19 марта 2007 года. Было продемонстрировано шесть скришотов ранней версии игры и заявлено, что игра будет трёхмерным шутером со стелс-элементами и мини квестами, а сюжет имеет прямое отношение к сюжету оригинальной игры для PC, но не будет повторять его. Используемый трёхмерный движок, позволяет игре работать даже на слабых телефонах. Выход запланирован на сентябрь 2007 года, издателем выступит NOMOC Publishing.
16 мая 2007 года Сергей Григорович, объявляет, что GSC Game World собирается анонсировать «несколько последующих продуктов в мире S.T.A.L.K.E.R.» на игровой выставке Electronic Entertainment Expo в Санта-Монике. 11 июля на E3 2007, вместе с анонсом самостоятельного дополнения «S.T.A.L.K.E.R.: Чистое Небо», общественности был представлен первый трейлер мобильной версии «Тени Чернобыля», получивший новое название — S.T.A.L.K.E.R. Mobile. Показанный в трейлере «плавающий прицел» указывает на то, что он был записан на эмуляторе, поскольку большинство мобильных телефонов и устройств того времени не поддерживали столь тяжелую игру с уникальным освещением с несколькими источниками света и множеством звуков.
В сентябре, на запланированную дату релиза игры, выход переносят на два месяца и демонстрируют несколько новых коротких видеороликов игрового процесса игры. В начале ноября, за месяц до выхода в Сеть утекли две сборки игры за 5 ноября 2007 года для мобильных телефонов с разрешением экрана 176×208 и 240×320 пикселей. Предрелизные версии имеют ряд отличий от финальной версии, из основных можно отметить значительно выше разрешение и качество большинства текстур, а также некоторые изменения в интерфейсе.

### Выход
5 декабря 2007 года Qplaze объявляет об официальном выходе S.T.A.L.K.E.R. Mobile. Несмотря на то, что разработка игры была совместной с GSC Game World, в финальной версии, Qplaze были убраны любые упоминания GSC, в частности логотип на вступительной заставке. 8 января 2008 года дабы оживить интерес к проекту, был опубликован трейлер приуроченный к выходу игры.
На данный момент в производстве нет ни одного мобильного устройства, которое официально поддерживается игрой. Так как игра написана для Java ME телефонов с расширенной поддержкой Java 3D API и не адаптирована под сенсорные экраны, её запуск на современных смартфонах практически невозможен. Впрочем, вероятно игра (сборки с соответствующим телефону разрешением экрана) запустится на современных дешевых телефонах без сенсорного экрана.

## Технические особенности

### Движок

Видео игрового процесса, демонстрирующее динамическое освещение

В игре используется трехмерный мобильный движок, разработанный Qplaze. Предусмотрена поддержка широкого спектра устройств с поддержкой платформы Java ME. Существует две версии игры для телефонов с поддержкой 3D графики, наиболее полная версия реализована с использованием Mobile 3D Graphics API, упрощённая версия без динамического освещения реализована с использованием Mascot Capsule 3D API. Так же существует двухмерная версия игры, использующая псевдотрёхмерные спрайты в формате PNG. В игре присутствует динамическое вертексное освещение, реализованное при помощи Mobile 3D Graphics API, источники света могут вращаться, менять свой цвет и радиус. Присутствуют спрайтовые вспышки от выстрелов, трупы убитых врагов остаются до выхода из локации. Из недостатков можно отметить, что на маленьких экранах практически не читается текст, кроме того, возникают сложности в управлении.

### Искусственный интеллект
В финальной версии игры искусственный интеллект был значительно урезан по сравнению с той же сборкой показанной в трейлере на E3 2007. Поддерживает две вариации действий NPC — атака и взаимодействие с игроком. Взаимодействуют игровые персонажи с игроком разговаривая и торгуя с ними, также персонаж может выдать квесты, отдать или взять какой-нибудь предмет. Атакуют NPC главного героя игры простым способом: укрываясь за укрытиями, они пытаются убить игрока, а когда главный герой их замечает, они прячутся обратно.

### Музыка
Саундтрек в игре представлен лишь главной темой, которая играет в меню игры. Интересно то, что в версиях игры для телефонов Sony Ericsson имеют свою отдельную тему. В самой же игре музыки нет, однако на стадии разработки она присутствовала в виде эмбиента на локациях и разных фоновых звуков. В трейлерах использовалась композиция «Against the Ionized Odds» украинской группы FireLake, которая была написана для «S.T.A.L.K.E.R.: Тень Чернобыля».

## Восприятие
| Иноязычные издания | Иноязычные издания |
| Издание            | Оценка             |
| ------------------ | ------------------ |
| Pocket Gamer       | 6/10               |

S.T.A.L.K.E.R. Mobile получила в целом положительные отзывы критиков. Британский игровой сайт Pocket Gamer, посвящённый мобильным играм, поставил игре оценку 6 из 10. Автор обзора похвалил 3D графику и атмосферу из оригинальной «Тени Чернобыля», которую по его словам удалось неплохо воссоздать. Из минусов отметил повторяющийся игровой процесс. Украинский портал telefon.com.ua похвалил игру, назвав её «очень даже неплохой, чтобы скоротать время».
По статистике компании «Информ-мобил», S.T.A.L.K.E.R. Mobile в феврале 2009 года заняла девятое место в списке самых продаваемых мобильных игр в России и СНГ, а в марте игра поднялась на третье место.